# Ryki (gemeente)
De gemeente Ryki is een stad- en landgemeente in het Poolse woiwodschap Lublin, in powiat Rycki.
De zetel van de gemeente is in Ryki.
Op 30 juni 2004 telde de gemeente 20 496 inwoners.

## Oppervlakte gegevens
In 2002 bedroeg de totale oppervlakte van gemeente Ryki 161,8 km², waarvan:
- agrarisch gebied: 71%
- bossen: 17%

De gemeente beslaat 26,29% van de totale oppervlakte van de powiat.

## Demografie
Stand op 30 juni 2004:
| Omschrijving                   | Totaal | Totaal | Vrouwen | Vrouwen | Mannen | Mannen |
| ------------------------------ | ------ | ------ | ------- | ------- | ------ | ------ |
| eenheid                        | aantal | %      | aantal  | %       | aantal | %      |
| inwoners                       | 20 496 | 100    | 10 347  | 50,5    | 10 149 | 49,5   |
| bevolkingsdichtheid (inw./km²) | 126,7  | 126,7  | 63,9    | 63,9    | 62,7   | 62,7   |

In 2002 bedroeg het gemiddelde inkomen per inwoner 1203,18 zł.

## Administratieve plaatsen (sołectwo)
Bobrowniki, Brusów, Budki-Kruków, Chrustne, Chudów-Nowiny, Edwardów, Falentyn, Janisze, Karczmiska, Kleszczówka, Krasnogliny, Lasocin, Lasoń, Moszczanka, Niwa Babicka, Nowa Dąbia, Nowy Bazanów, Nowy Dęblin, Ogonów, Oszczywilk, Ownia, Podwierzbie, Potok, Rososz, Sędowice, Sierskowola, Stara Dąbia, Stary Bazanów, Swaty (obejmuje dorp Kazimierzyn), Zalesie.
Zonder de status sołectwo : Zalesie-Kolonia.

## Aangrenzende gemeenten
Dęblin, Kłoczew, Nowodwór, Stężyca, Ułęż, Żyrzyn